# アイシス (駆逐艦)
アイシス (HMS Isis) はイギリス海軍の駆逐艦。I級。

## 艦歴
ヤーロウ社で建造。1936年2月5日起工。同年11月12日進水。1937年6月2日竣工。
地中海艦隊の第3駆逐艦戦隊に所属。1939年9月にウェスタンアプローチ管区に移る。ノルウェーの戦いに参加するが、1940年5月8日にバランゲンフィヨルドで沈船に接触してスクリューを破損した。
修理は9月に完了し、11月にジブラルタルで第13駆逐艦戦隊に加わる。地中海ではコート、クラック作戦、ハイド作戦、グロッグ作戦（ジェノバ攻撃）に参加した。
喜望峰周りでアレクサンドリアへ移動して1941年4月に地中海艦隊に加わり、ギリシャの戦い（ラスター作戦やデーモン作戦）、クレタ島の戦いに参加。続いてシリア・レバノン戦役に参加し6月9日にはフランス駆逐艦と交戦、6月15日に爆撃を受けて損傷した。
シンガポールで修理が行われるが、1942年1月17日に爆撃により被害が生じた。バタビアへ移された後、さらにボンベイへ移され、そこで修理が再開された。
修理は1943年1月に完了し、地中海艦隊の第12駆逐艦戦隊に所属。2月19日、駆逐艦「ハースリー」などとともにドイツ潜水艦「U562」を撃沈。所属は第14駆逐艦戦隊、次いで第8駆逐艦戦隊とかわり、パンテッレリーア島砲撃（コークスクリュー作戦）やシチリア島侵攻（ハスキー作戦）に参加した。
ノルマンディー上陸作戦に参加したが、1944年7月20日に触雷して沈没した。